# Добрата фея
„Добрата фея“ (на английски: Godmothered) е американско фентъзи от 2020 година на режисьора Шарън Магуайър, по сценарий на Кари Гранлундж и Мелиса Стак, във филма участват Айла Фишър и Джилиън Бел.
Уолт Дисни Къмпани първоначално започна да го разработва през ноември 2019 г., докато Магуайър се присъединява към продукцията като режисьор по-късно този месец. Снимките започнаха през януари 2020 в Бостън. Продуциран от Уолт Дисни Пикчърс и Секрет Машин Ентъртеймънт, пуснат е на Дисни+ на 4 декември 2020 г. Филмът получи смесени отзиви от критиците.